# Michel Grimard (homme politique)
Pour les articles homonymes, voir Grimard.
Michel Grimard  (né le 8 septembre 1936 à Cunèges en Dordogne) est un homme politique français.

## Activités Politiques

### Plan national
Michel Grimard commence sa carrière en 1963 comme Responsable Fédéral des jeunesses M.R.P de la Seine (Mouvement Républicain Populaire) et membre du Comité Directeur de la fédération de la Seine dans le 16e arrondissement de Paris. Deux ans plus tard, il devient  Secrétaire Général Adjoint, Vice-Président et Premier Vice-Président National de l'U.J.P (Mouvement National de la Jeunesse Gaulliste sous la Présidence du Général de Gaulle) jusqu'en 1969. Il est un des membres fondateurs mais aussi le secrétaire politique et Président d'honneur du F.J.P (Jeunes Gaullistes de Gauche). En 1976, Michel Grimard devient  Secrétaire National, Délégué Général et Vice-Président de la F.R.P. (Fédération des Républicains de Progrès). En 1979, il est le conseiller du Délégué Général du R.P.R (Rassemblement Pour la République), poste qu'il occupera jusqu'en 1981. En 1985, il est le Président des Clubs Gaullisme et Progrès dont il est un membre fondateur.  En 1988, Michel Grimard est membre du Conseil National du R.P.R jusqu'en 1998. Enfin, il est membre fondateur et président du MCV (Mouvement Chrétien Cinquième République).

### Plan international
Michel Grimard début sa carrière politique internationale comme  Secrétaire Général de la Conférence Internationale des Jeunes d'Europe et des Pays Arabes de 1970 à 1975. Il fut également en 1981 Président du Comité pour la Paix au Proche-Orient (C.P.O) pendant 7 ans. En 2010 il est Membre Fondateur et Président du R.O.U.E. (Rassemblement pour l'Organisation de l'Unité Européenne). Il est actuellement le directeur de la Revue Proche-Orient et Tiers-Monde.